# Kirche Helba

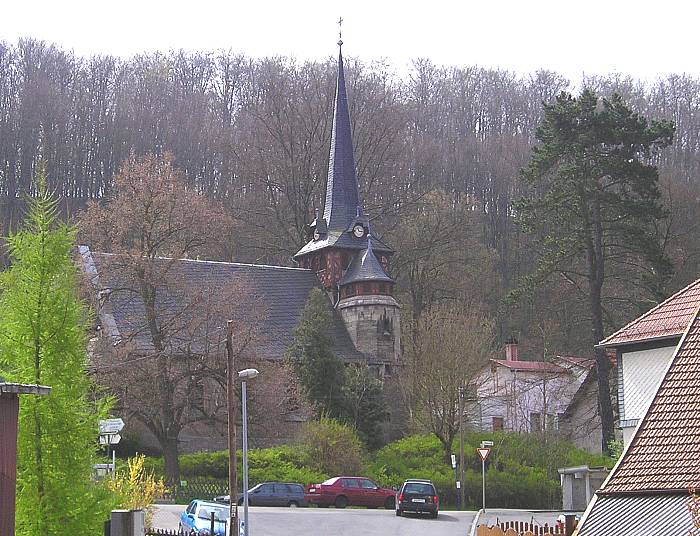
Die Kirche

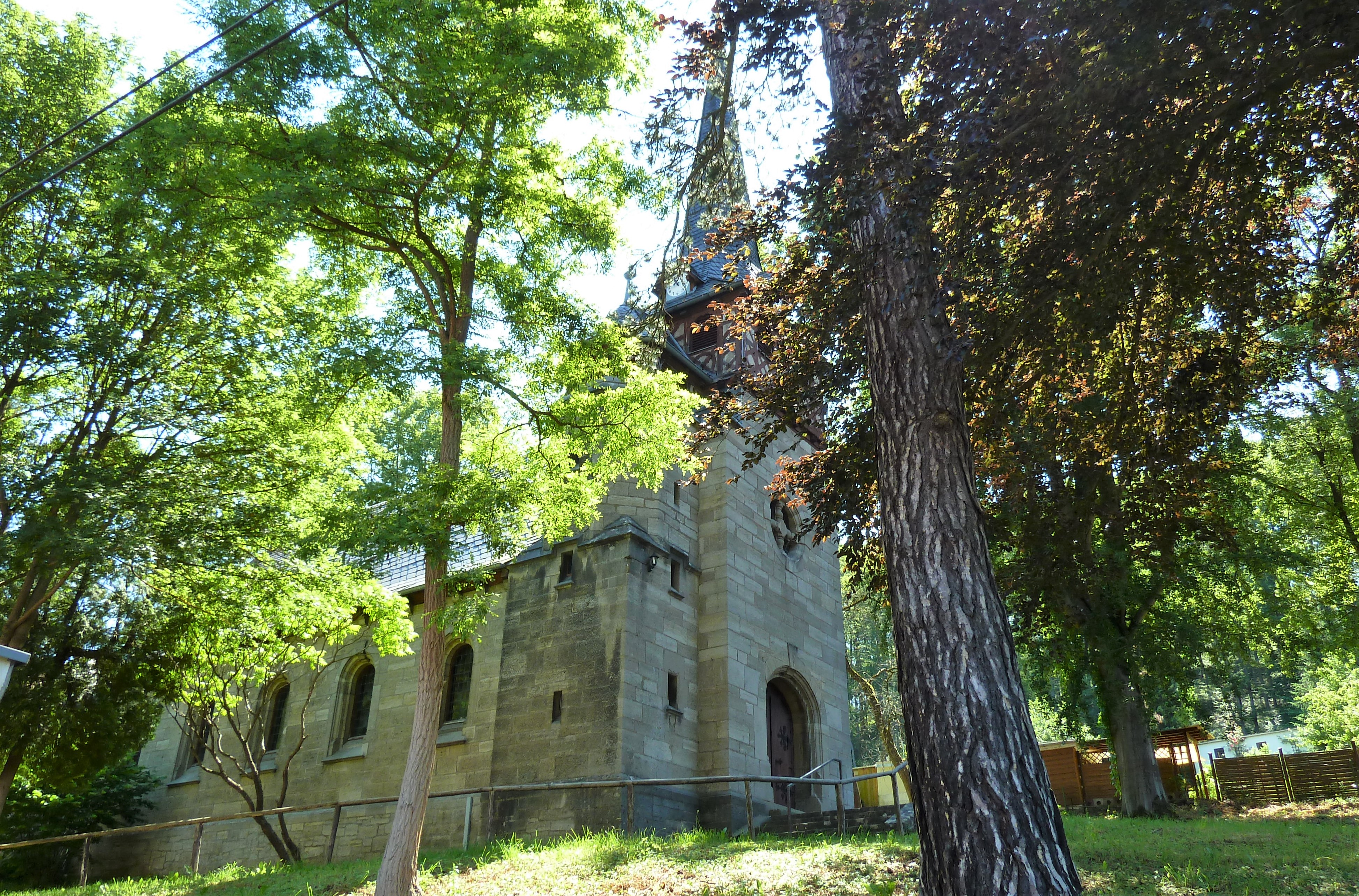
Blick zum Kirchturm

Die evangelisch-lutherische Kirche Helba steht im Stadtteil Helba der Stadt Meiningen im Landkreis  Schmalkalden-Meiningen in Thüringen. Sie gehört zur Kirchgemeinde Meiningen im Kirchenkreis Meiningen der Evangelischen Kirche in Mitteldeutschland.

## Geschichte
1364 wurde von einer in Helba stehenden Kapelle berichtet. Um 1600 riss man diese Kapelle ab und es wurde eine neue Dorfkirche gebaut, die später wegen zunehmender Feuchtigkeit durch Hochwasser der Helba als Schule umfunktioniert worden ist. Von 1884 bis 1885 wurde die heutige Kirche unter Hofbaumeister Albert Neumeister erbaut, die am 14. Juni 1885 geweiht wurde.
Die Kirche Helba wurde als Saalkirche mit eingezogenen Chor im neuromanischen Stil errichtet. Der Turm an der Westseite besitzt eine achteckige Turmhaube und Schmuckfachwerk. An der Nordostecke befindet sich die Sakristei mit Schmuckfachwerk und an der Nordwestecke ein Treppenturm. Finanziert wurde die Kirche hauptsächlich durch Benefizveranstaltungen unter der Schirmherrschaft von Prinzessin Marie Elisabeth von Sachsen-Meiningen.